# La bruja
Album pubblicato nel 1997 dal gruppo madrileno Mägo de Oz. Si tratta di una riedizione di cinque brani del loro primo disco, ma registrata con la nuova formazione.
Dopo l'uscita del precedente disco (Jesús de Chamberí), sia il bassista che i chitarristi se ne andarono. Con l'arrivo di José Andrëa, Frank e Carlitos nel gruppo si decise di registrare nuovamente i cinque brani più importanti del primo disco (Mägo de Oz) per dar loro una maggiore fama.
Benché il disco si chiami ufficialmente come l'originale (Mägo de Oz), è popolarmente conosciuto come La bruja (La strega), per il disegno di una strega sulla copertina.
La copertina di questo disco è la prima disegnata da Gaboni.

## Lista dei brani
1. El lago
2. T'esnucaré contra'l bidé
3. El hijo del blues
4. Gerdundula (cover degli Status Quo)
5. Mägo de Oz